# انجمن دانش‌آموختگان استعدادهای درخشان
انجمن دانش‌آموختگان استعدادهای درخشان در سال ۱۳۸۵ به همت جمعی از دانش‌آموختگان مرکز استعدادهای درخشان یزد تأسیس شد. دانش‌آموختگان مراکز استعدادهای درخشان یزد، این انجمن را به عنوان خانه سمپاد می‌شناسند.

## پاتوق
گردهمایی غیررسمی دانش‌آموختگان مدارس استعدادهای درخشان است که در زمان ثابت (اولین چهارشنبه هر ماه) برپا می‌شود. پاتوق باعث ایجاد فضای دوستانه بین فارغ‌التحصیلان می‌شود و ارتباط بین ورودی‌های مختلف را فراهم می‌آورد.

## همایش ۱۱ فروردین

لوگوی همایش ۱۱ فروردین - انجمن دانش آموختگان استعدادهای درخشان

دور هم جمع شدن سمپادی‌های یزد قدمتی به اندازه زمان فارغ‌التحصیل شدن اولین ورودی‌های مدارس سمپاد یزد دارد و از همان سال اول، فارغ‌التحصیلان سمپاد روز ۱۱ فروردین در مدارس قبلی خود گرد هم می‌آمدند. ولی از سال ۱۳۸۲ این مراسم به صورت سازمان یافته و با برنامه ریزی انجمنی برگزار شد.
اکنون انجمن دانش‌آموختگان استعدادهای درخشان، ۱۱ فروردین ماه هر سال، مراسم بزرگی را با حضور دانش‌آموختگان، اساتید، مسئولین و مدیران استعدادهای درخشان برگزار می‌کند.
در نوزدهمین همایش سالیانه دانش‌آموختگان سمپاد (استعدادهای درخشان) یزد، که عصر یازده فروردین ۱۳۹۲ در محل سالن هلال احمر برگزار شد، بیش از ۶۰۰ نفر از دانش‌آموختگان سمپاد از سال ۷۳ تا ۹۲ در آن شرکت داشتند و برنامه‌هایی مانند دکلمه، موسیقی سنتی، پخش کلیب خاطرات، تئاتر و … اجرا شد. همچنین نمایشگاهی از فعالیت‌های گروه‌های مختلف انجمن در سالن جنبی برگزار شد.